# سالوادور آرتیگاس
سالوادور آرتیگاس (اسپانیایی: Salvador Artigas‎؛ ۲۳ فوریه ۱۹۱۳ – ۶ سپتامبر ۱۹۹۷) یک بازیکن و سرمربی فوتبال اهل اسپانیا بود.
از باشگاه‌هایی که در آن بازی کرده‌است می‌توان به باشگاه فوتبال بوردو، باشگاه فوتبال رن، باشگاه فوتبال رئال سوسیداد، باشگاه فوتبال لو مان، باشگاه فوتبال بارسلونا و باشگاه فوتبال لوانته اشاره کرد.